# Xenofrea lupa
Xenofrea lupa är en skalbaggsart som beskrevs av Tavakilian och Néouze 2006. Xenofrea lupa ingår i släktet Xenofrea och familjen långhorningar. Inga underarter finns listade i Catalogue of Life.